# Verona Elder
Verona Marolin Elder, geb. Bernard (* 5. April 1953 in Wolverhampton) ist eine ehemalige britische Sprinterin, die sich auf den 400-Meter-Lauf spezialisiert hatte, Mittelstrecken- und Hürdenläuferin.

## Leben
Bei den Olympischen Spielen 1972 in München erreichte sie das Viertelfinale über 400 Meter und kam mit der britischen Mannschaft in der 4-mal-400-Meter-Staffel auf den fünften Platz.
Im Jahr darauf siegte sie bei den Halleneuropameisterschaften in Rotterdam über 400 Meter. 1974 gewann sie für England startend bei den British Commonwealth Games in Christchurch Silber über 400 Meter und Gold in der Staffel. Bei den Europameisterschaften in Rom folgte ein siebter Platz über 400 Meter und ein sechster in der Staffel.
Bei den Halleneuropameisterschaften 1975 in Kattowitz gewann sie erneut Gold über 400 Meter. 1976 schied sie bei den Olympischen Spielen in Montreal im Viertelfinale über 400 Meter aus und belegte mit der britischen Stafette den siebten Platz. Einer Silbermedaille über 400 Meter bei den Halleneuropameisterschaften 1977 in San Sebastián folgte ein sechster Platz über 800 Meter bei den Halleneuropameisterschaften 1978 in Mailand. Wie schon vier Jahre zuvor gewann sie bei den Commonwealth Games in Edmonton Silber über 400 Meter und Gold in der Staffel, ging aber bei den Europameisterschaften in Prag mit einem achten Platz über 400 Meter und einem vierten in der Staffel erneut leer aus.
Zwei weitere Medaillen über 400 Meter errang sie bei den Halleneuropameisterschaften: Gold 1979 in Wien und Bronze 1981 in Grenoble. Über 400 Meter Hürden trat sie bei den Commonwealth Games 1982 in Brisbane und bei den Weltmeisterschaften 1983 in Helsinki an, schied aber jeweils im Vorlauf aus.
1972, 1976 und 1977 wurde sie AAA-Meisterin. In der Halle holte sie achtmal den AAA-Titel über 400 Meter (1972, 1973, 1975–1977, 1979, 1981, 1982) und einmal über 800 Meter (1978).

## Persönliche Bestzeiten
- 200 m: 23,29 s, 17. Juni 1978, Birmingham
- 400 m: 51,70 s, 10. Juni 1978, Fürth (handgestoppt: 51,4 s, 22. Mai 1976, Kiew)
  - Halle: 51,80 s, 25. Februar 1979, Wien
- 800 m: 2:03,18 min, 10. Juni 1979, Fürth
  - Halle: 2:04,3 min, 11. März 1978, Mailand
- 400 m Hürden: 57,07 s, 15. Juli 1983, London